# Спельников, Игорь Анатольевич
Игорь Анатольевич Спельников (рум. Igor Spelnikov; 20 августа 1965) — советский и молдавский футболист, защитник, полузащитник, игрок в мини-футбол.
Воспитанник футбольной школы Кишинёва, первый тренер В. Карпишенко. В первенстве СССР дебютировал в 1982 году в команде второй лиги «Автомобилист» Тирасполь — провёл два матча, забил один гол. В 1982—1983 годах играл в команде КФК «Динамо» Кишинёв. В августе — ноябре 1983 провёл 6 игр в высшей лиге за «Нистру» Кишинёв, в следующие два года сыграл за команду в первой лиге по одному матчу. Сезон-1985 завершал в «Автомобилисте». Далее играл во второй лиге за СКА Одесса (1987), «Текстильщик» Тирасполь (1988), «Молдовгидромаш»/«Гидромаш» Кишинёв в КФК (1990—1991).
В чемпионате Молдавии выступал в составе команд «Тигина» Бендеры (1992), «Молдова» Боросений Ной (1992/93), «Агро» Кишинёв (1992/93), МХМ-93 Кишинёв (1995/96), «УЛИМ-Кодру» Калараш (1996/97). В 1997 году играл за клуб КФК России «Альянс» Анапа.
В чемпионате СССР по мини-футболу 1991 играл за клуб «Агрос-Интекс» Кишинёв — 10 матчей, три гола. В чемпионате России по мини-футболу 1995/96 провёл 4 матча за «Торпедо» Москва.
По состоянию на 2008 год работал строителем в Молдове.

### В сборной
Занял 7 место в составе сборной Молдавской ССР на Спартакиаде народов СССР 1983.
Финалист юношеского чемпионата Европы 1984.